# 丁柔立
丁柔立（?—?），唐朝中后期官员。
丁柔立在唐武宗会昌年间，李德裕担任宰相当国执政时，有人因丁柔立清直，推荐其可担任谏官，但最后没有被任用。唐宣宗大中初年，丁柔立担任左拾遗。李德裕被流放，丁柔立内心为他伤感，为他上书鸣冤，朝廷以阿附之罪，将他贬为南阳县尉。